# Оболонський Микола Олександрович
Оболонський Микола Олександрович (27(15).10.1856–27(14).03.1913) — судовий медик, дійсний статський радник (1902). Доктор медичних наук (1886), професор (1893), член Паризького антропологічного товариства (з 1889).

## Біографія
Народився в місті Санкт-Петербург. Закінчив 2-гу Харківську гімназію (1875) і медичний факультет Харківського університету (1881). Спочатку працював ординатором міської Олександрівської лікарні, а через рік був обраний помічником прозектора по кафедрі судової медицини Харківського університету. Після захисту магістерської дисертації — прозектор і приват-доцент кафедри. Одночасно обіймав посаду прозектора при Харківських земських богоугодних закладах. 1886 захистив докторську дисертацію на тему: «О волосах в судебно-медицинском отношении». 1887–89 перебував у науковому відрядженні за кордоном (Франція, Німеччина, Австро-Угорщина), де вивчав новації в галузі судової медицини та криміналістики. Перебуваючи в Парижі (1887), ознайомився з антропометричною системою А. Бертільйона. 1888, повернувшись до Харкова, виступив на засіданні секції Харківського Товариства дослідницьких наук із повідомленням про ототожнення особи за системою А. Бертільйона і створення в найбільших містах Франції антропометричних бюро. Аналогічні установи він пропонував заснувати й в Російській імперії. У січні 1890 в тижневику «Врач» опублікував статтю «Определение тождества лица по способу Bertillon'a», в якій ознайомив суспільство з новим методом кримінальної реєстрації, пропонував створити антропометричні бюро за франц. зразком у Санкт-Петербурзі, Тюмені та Одесі (через Тюмень проходили всі злочинці, які направлялися в заслання до Сибіру, а через Одесу — усі заслані на острів Сахалін). З 1889 — у Київському університеті: екстраординарний професор, ординарний професор кафедри судової медицини, 1902–13 був деканом медичного факультету. Наукову та педагогічну діяльність поєднував з експертною. Виступав експертом у справі Бейліса. Помер 14(27) березня 1913 р. у м. Київ.

## Наукові праці
Осн. праці: «К казуистике судебно-медицинских вскрытий» (1883); «Материалы для судебномедицинской диагностики» (1886); «К вопросу об определении окиси углерода в крови» (1866); «О яде тарантула» (1887); «К вопросу об открытии кольхицина в трупах» (1888); «Исторический очерк развития позитивной школы о преступлении и преступнике» (1889); «Черепы преступников» (1890); «Профессиональное изменение рук» (1891); «Пособник при судебно-медицинском исследовании трупа и при исследовании вещественных доказательств» (1894); «Афекты в судебно-медицинском отношении» (1897); «Судебно-медицинская экспертиза по делу об убийстве Комарова (дело Скитских)» (1901) та ін.